# Franz Friedrich Schindler
Franz Friedrich Schindler (* 31. März 1854 in Bilau, Mähren; † 16. Oktober 1937 in Neutitschein, Mähren) war ein österreichischer Pflanzenbauwissenschaftler.

## Leben und Wirken
Franz Schindler, Sohn eines Gutsdirektors und Pächters, besuchte die Oberrealschule in Wien und dann die Landwirtschaftliche Lehranstalt in Großau (Niederösterreich). Seit 1874 studierte er Landwirtschaft an der Universität Halle (Saale). 1876 legte er dort die Diplomprüfung ab. Nach zweijähriger Praxis auf einer Domäne setzte er 1878 sein Landwirtschaftsstudium an der Hochschule für Bodenkultur in Wien fort. 1881 erhielt er dort die Venia legendi mit einer Schrift über den Quellprozess der Samen von Erbsen. Als Privatdozent für Landwirtschaftslehre hielt er bis 1886 an der Hochschule für Bodenkultur in Wien Vorlesungen über den Anbau landwirtschaftlicher Kulturpflanzen. Von 1883 bis 1886 war er gleichzeitig wissenschaftlicher Assistent am dortigen Institut für Pflanzenbau.
Während seiner Wiener Dozentenzeit veröffentlichte Schindler zwei wegweisende Beiträge über die seinerzeit noch ungeklärte Funktion der Wurzelknöllchen bei den Leguminosen. 1884 hat er im Botanischen Centralblatt darauf hingewiesen, dass es sich bei den Wurzelknöllchen dieser Pflanzenfamilie um eine Art „Symbiose“ handeln könnte. In einem zweiten Beitrag, veröffentlicht 1885 im Journal für Landwirthschaft, kam Schindler aufgrund sorgfältiger Literaturstudien und eigener Versuche zu der eindeutigen Aussage, dass die Wurzelknöllchen in enger Beziehung zur Stickstoffaufnahme der Leguminosen stehen müssen. Er hatte damit unabhängig von dem Bonner Agrikulturbotaniker Johannes Lachmann (1832–1860) den grundlegenden Zusammenhang zwischen der stickstoffassimilierenden Tätigkeit der in den Wurzelknöllchen lebenden Bakterien und dem Gedeihen der Wirtspflanzen richtig erkannt. Die Agrikulturchemiker Hermann Hellriegel und Hermann Wilfarth konnten 1886 diesen Zusammenhang experimentell eindeutig nachweisen.
1886 übernahm Schindler eine Lehrerstelle für Pflanzenbau an einer landwirtschaftlichen Schule in Neutitschein. Von 1888 bis 1903 wirkte er als ordentlicher Professor für Pflanzenbau und Pflanzenphysiologie am Baltischen Polytechnikum in Riga. Dieser Aufenthalt im damals russischen Staatsgebiet bot ihm vielfältige Anregungen. Auf zahlreichen Reisen studierte er die geographisch-klimatologischen Standortfaktoren für den Anbau landwirtschaftlicher Kulturpflanzen. In Riga entstand sein grundlegendes Werk Der Weizen in seiner Beziehung zum Klima und das Gesetz der Korrelation. (1893). Schindler erkannte die große Bedeutung der Landsorten landwirtschaftlicher Kulturpflanzen für die Pflanzenzüchtung und plädierte nachdrücklich für eine den klimatischen Gegebenheiten angepasste „Lokalzüchtung“.
Als weiteres wichtiges Werk schrieb Schindler in Riga ein Lehrbuch über den Pflanzenbau, das 1896 unter dem Titel Die Lehre vom Pflanzenbau auf physiologischer Grundlage erschienen ist. Bedeutsam für die Wissenschaftsgeschichte des Pflanzenbaus ist sein 1898 im Journal für Landwirtschaft veröffentlichter Beitrag Über Ziele, Aufgaben und Methodik der Pflanzenproduktionslehre. Hier empfahl er seinen Fachkollegen, den wissenschaftlichen Pflanzenbau nicht nur aus der Sicht der Agrikulturchemie zu betrachten, sondern agrikulturphysiologische Fragestellungen viel stärker zum Gegenstand der Forschung zu machen.
1903 folgte Schindler einem Ruf an die Deutsche Technische Hochschule in Brünn. Als ordentlicher Professor für Landwirtschaftslehre lehrte er hier bis zum Jahre 1924. Er pflegte enge Kontakte zur landwirtschaftlichen Praxis. In Brünn schrieb er ein Handbuch des Getreidebaues auf wissenschaftlicher und praktischer Grundlage (Erstauflage 1909). Es gehört zu den klassischen Werken der deutschsprachigen Pflanzenbau-Literatur.
Auch im Ruhestand verfasste Schindler noch eine Reihe ausgezeichneter wissenschaftlicher Arbeiten. Hervorzuheben ist sein 1934 erschienenes Buch Aus der Urheimat unserer Getreidearten. Ökologisch-pflanzengeographische Studien und Ausblicke. Als außerordentlich wertvoll für die Wissenschaftsgeschichte gilt seine 1937 von der Tschechoslowakischen Akademie für Landwirtschaft herausgegebene Autobiographie.

## Ehrungen und Auszeichnungen
Für sein wissenschaftliches Lebenswerk wurde Schindler vielfach geehrt und ausgezeichnet. Er war russischer Staatsrat und führte seit 1913 den Titel Hofrat. Die Ehrendoktorwürde erhielt er von der Hochschule für Bodenkultur in Wien (1919), von der Deutschen Technischen Hochschule in Prag (1924) und von der Deutschen Technischen Hochschule in Brünn (1926). Seit 1924 war er Mitglied der Deutschen Gesellschaft der Wissenschaften und Künste für die Tschechoslowakei. Die Tschechoslowakische Akademie der Landwirtschaft ernannte ihn 1927 zum Ehrenmitglied. 1924, anlässlich seines 70. Geburtstages, überreichten ihm Fachkollegen, Freunde und Schüler eine umfangreiche Festschrift. Sie enthält neben beachtenswerten pflanzenbaulichen Beiträgen auch eine Würdigung des wissenschaftlichen Lebenswerkes von Franz Schindler aus der Feder seines langjährigen Freundes Emanuel von Proskowetz.

## Wichtigste Veröffentlichungen
- Untersuchungen über den Quellungsproceß der Samen von Pisum sativum. Habil. Schr. Hochschule für Bodenkultur Wien 1881. Zugl. in: Forschungen auf dem Gebiete der Agrikultur-Physik Bd. 4, 1881, S. 194–236.
- Zur Kenntnis der Wurzelknöllchen der Papilionaceen. In: Botanisches Centralblatt Jg. 5, Bd. 18, 1884, S. 84–88.
- Ueber die biologische Bedeutung der Wurzelknöllchen bei den Papilionaceen. In: Journal für Landwirthschaft Bd. 33, 1885, S. 325–336.
- Der Weizen in seinen Beziehungen zum Klima und das Gesetz der Korrelation. Ein Beitrag zur wissenschaftlichen Begründung der Pflanzenbaulehre. Verlag Paul Parey Berlin 1893.
- Die Lehre vom Pflanzenbau auf physiologischer Grundlage. Zum Gebrauche an landwirthschaftlichen Hochschulen sowie zum Selbststudium. Allgemeiner Theil . Verlag Carl Fromme Wien 1896.
- Über Ziele, Aufgaben und Methodik der Pflanzenproduktionslehre. In: Journal für Landwirtschaft Bd. 46, 1898, S. 237–254.
- Handbuch des Getreidebaus auf wissenschaftlicher und praktischer Grundlage. Verlag Paul Parey Berlin 1909; 2. Aufl. 1920; 3. Aufl. 1923.
- Die Getreideproduktion Österreich-Ungarns im Hinblick auf Krieg und Volksernährung. Verlag Deuticke Wien und Leipzig 1916.
- Aus der Urheimat unserer Getreidearten. Ökologisch-pflanzengeographische Studien und Ausblicke. Verlag Rohrer Brünn und Wien 1934.
- Rückblick auf mein Leben und mein Wirken im Dienste der landwirtschaftlichen Lehre und Forschung. Herausgegeben von der Tschechoslowakischen Akademie der Landwirtschaft Prag 1937 = Quellen und Grundlagen Reihe B, Bd. 6.